# ShimmyMC

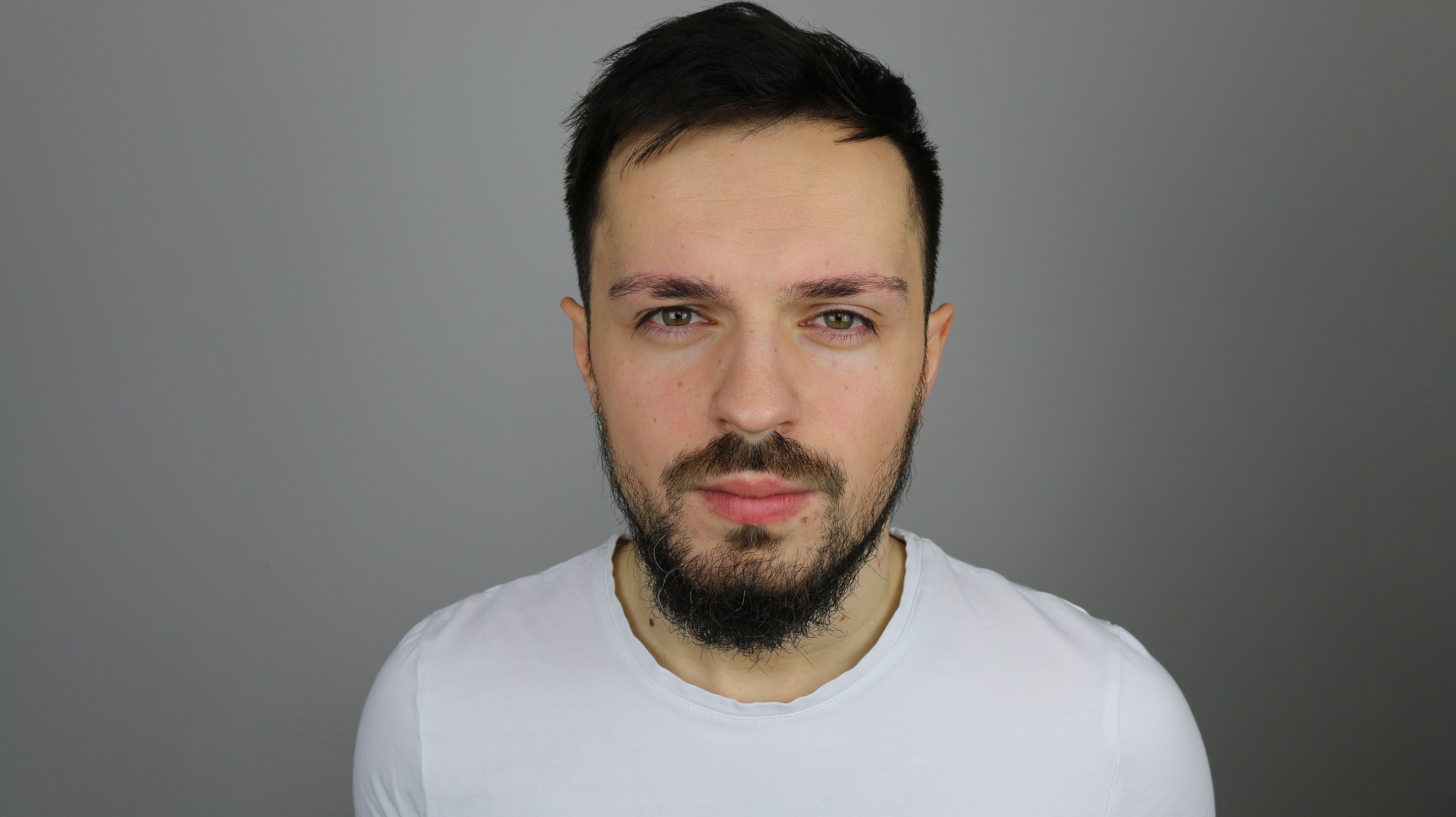
Shimmy im Jahr 2017

ShimmyMC (bürgerlich: Epir Thaci; früher nur Shimmy) ist ein deutscher Rapper kosovo-albanischer Abstammung.

## Karriere
Thaci wurde 1993 als Sohn kosovo-albanischer Eltern in Deutschland geboren. Seit 2010 betreibt er einen YouTube-Kanal, auf dem er regelmäßig Musikvideos veröffentlicht. Nach der Veröffentlichung seiner Alben Akustische Schokolade (2012) und Akustische Schokolade 2 (2013) zog sich Thaci zurück, um Wirtschaftsinformatik an der OTH Regensburg zu studieren.
2017 schaffte Thaci mit seinem neuen Album „Napoleon“ kurz nach Veröffentlichung den Einstieg in die deutschen und österreichischen Albumcharts. Auf diesem Album ist unter anderem der deutsche Rapper Eko Fresh vertreten. Ein weiteres Album namens „Shimmy Volume 1“ wurde am 30. März 2018 veröffentlicht. Auf diesem sind Instrumental- beziehungsweise Liveversionen seiner alten Lieder sowie neue und neu gesampelte Lieder zu hören.
Seit dem 1. März 2019 produziert er zusammen mit dem YouTuber Jarow einen Podcast namens MysteryCast, welcher regelmäßig auf Spotify, Deezer und Apple Music erscheint. Dort reden sie über einen, meist von Jarow vorbereiteten Kriminalfall. Anfangs behandelte das Format fast ausschließlich ungelöste Kriminalfälle, was sich mit der Zeit jedoch änderte.

## Stil
Charakteristisch für den Rapstil ShimmyMCs ist der sogenannte Doubletime, welcher in nahezu jedem Lied, des Öfteren in der zweiten Strophe durchgehend, Einzug findet. Inhaltlich sind ShimmyMCs Texte dem Genre Hip-Hop und dem Subgenre Battlerap zuzuordnen, in welchem es gilt, einen fiktiven Kontrahenten möglichst wortgewandt und kunstvoll zu denunzieren und die Dominanz des lyrischen Ichs hervorzuheben. In einigen Liedern setzt sich ShimmyMC auch satirisch oder kritisch mit dem eigenen Genre des Hip-Hops auseinander, wobei er den ostentativen Inhalt sogenannter „deeper“ Texte angreift oder auch den Battlerap per se parodiert, wie er in dem Lied „Nur noch einmal Luft holen lassen“ darbietet. Seinen Doubletime hat er in den Liedern Doubletime 2008, Doubletime 2011, Doubletime 2013 und Doubletime 2019 immer weiter gesteigert. In Doubletime 2019 erreichte er in der zweiten Strophe eine Rapgeschwindigkeit von 14 Silben pro Sekunde.

## Diskografie

### Studioalben
| Jahr | Titel                   | Höchstplatzierung, Gesamtwochen, AuszeichnungChartplatzierungen (Jahr, Titel, Platzierungen, Wochen, Auszeichnungen, Anmerkungen) | Höchstplatzierung, Gesamtwochen, AuszeichnungChartplatzierungen (Jahr, Titel, Platzierungen, Wochen, Auszeichnungen, Anmerkungen) | Höchstplatzierung, Gesamtwochen, AuszeichnungChartplatzierungen (Jahr, Titel, Platzierungen, Wochen, Auszeichnungen, Anmerkungen) | Anmerkungen                                                |
| Jahr | Titel                   | DE | AT | CH | Anmerkungen                                                |
| ---- | ----------------------- | --- | --- | --- | ---------------------------------------------------------- |
| 2009 | Kanakisch Knackig Gut!  | — | — | — |                                                            |
| 2010 | Halt dein Maul!         | — | — | — |                                                            |
| 2012 | Akustische Schokolade   | — | — | — | Erstveröffentlichung: 17. Dezember 2012                    |
| 2013 | Akustische Schokolade 2 | — | — | — | Erstveröffentlichung: 13. September 2013                   |
| 2017 | Napoleon                | DE83 (1 Wo.)DE | AT55 (1 Wo.)AT | — | Erstveröffentlichung: 25. Mai 2017                         |
| 2018 | Shimmy Volume 1         | DE—DE | AT—AT | — | Erstveröffentlichung: 30. März 2018                        |
| 2019 | Shimmy Volume 2         | DE—DE | AT—AT | — | Erstveröffentlichung: 19. April 2019                       |
| 2019 | Shimmy Volume 3         | DE—DE | AT—AT | — | Erstveröffentlichung: 19. April 2019 (als Gratis-Download) |